# Банановая республика
Бана́новая респу́блика (англ. banana republic, исп. república bananera) — термин, использовавшийся для обозначения стран Латинской Америки, в которых присутствовала политическая нестабильность совместно с зависимостью от ограниченного сельскохозяйственного производства. 
Основные признаки банановой республики — значительное неравенство в распределении национального продукта, отсталые инфраструктура, образование и экономика, сильная зависимость от иностранного капитала, относительно высокая инфляция, дефицит бюджета, снижающийся курс национальной валюты, диктатура, коррупция.
Термин «банановая республика» впервые применён О. Генри в повести «Короли и капуста» в 1904 году (Корней Иванович Чуковский в переводе на русский использовал выражение «фруктовая республика»).
В современном языке термином «банановая республика» характеризуются страны с неразвитой экономикой, большим процентом бедного населения, со значительным неравенством распределения национального продукта, с повальной коррупцией продажного чиновничества.